# 欲望という名の電車
『欲望という名の電車』（よくぼうというなのでんしゃ、A Streetcar Named Desire）は、テネシー・ウィリアムズによる戯曲。1947年にブロードウェイで初演された。

## 概要
ニューオーリンズを舞台に、落ちぶれた名家出身の女性が隠していた過去を暴かれ、破滅するまでを描いている。
本作品は、性に関していまだ保守的だった当時のアメリカ社会の倫理観に照らし、同性愛、少年愛、レイプといったきわめて衝撃的な内容を含んでいた。そのため大きな話題となり、1951年に同名タイトルで映画化された。映画化の際には多くの自主規制が加えられ、ストーリーも改変されている。1998年にはオペラも作られた。

## ストーリー
かつて南部の大地主だった家柄の、若い未亡人のブランチ・デュボア。彼女は夫の死後、諸事情から故郷を離れ、兵隊あがりの工場労働者スタンリー・コワルスキーと結婚した妹のステラの下に身を寄せる。気位の高いブランチと粗野なスタンリーはそりが合わず、しだいに衝突するようになる。ブランチはスタンリーの同僚のミッチと知り合い、彼と結婚して人生を立て直すことに望みをかける。しかしスタンリーはブランチが故郷を離れた理由が、同性愛者だった夫の死後に精神の安定を失い、多くの男たちと淫蕩な生活を送った挙句、少年を誘惑したことで街にいられなくなったことを知り、ミッチにそれを暴露する。ブランチはミッチに罵られて捨てられ、スタンリーにレイプされる。そしてブランチは発狂し、施設に入れられる。

## 初演時のキャスト
- ブランチ・デュボア - ジェシカ・タンディ
- スタンリー・コワルスキー - マーロン・ブランド
- ステラ・コワルスキー - キム・ハンター
- ハロルド・ミッチェル/ミッチ - カール・マルデン

## 映画
1951年にエリア・カザン監督で映画化された。出演はヴィヴィアン・リー、キム・ハンター、マーロン・ブランド、カール・マルデンなど。舞台俳優だったマーロン・ブランドがそのままスタンリー役に起用され、彼の映画デビュー作になった。

## 歌劇
アンドレ・プレヴィン作曲の歌劇。1998年にサンフランシスコ歌劇場で初演。

## バレエ
1952年にヴァレリー・ベティスの振付で、スラヴェンスカ・フランクリン・バレエがモントリオールのハー・マジェスティーズ劇場で上演。音楽は1951年の映画で音楽を担当したアレックス・ノースによる。
1983年にはジョン・ノイマイヤーがフランクフルトで異なる振付のものを上演。音楽はセルゲイ・プロコフィエフの『束の間の幻影』とアルフレート・シュニトケの『交響曲第1番』からも採られた。
2000年代中盤にはモバイル・バレエの芸術監督ウィンスロップ・コーリーによるもの、2006年にはバレエ・BCの芸術監督ジョン・アレンによるものが上演された。
2012年にスコティッシュ・バレエ団が映画監督のナンシー・メックラーと振付家のアナベル・ロペス・オチョアとの協力により上演した他、2018年にはブダペストのエルケル劇場がマリアンナ・ヴェネケイの振付により、スタンリーにイウリイ・ケカロ、ブランチにリア・フォルディ、ステラにアンナ・クルップを配して上演した。

## 日本での上演
- 日本では最初に文学座で上演され、ブランチは杉村春子の当たり役のひとつとなり、34年間に約600回演じた[5]。後年高齢となった杉村自身を始め、文学座の多くの関係者が『ブランチ役を杉村から太地喜和子にバトンタッチしたい』と熱望していたというが、その矢先太地が事故死し、叶わぬ夢となったというエピソードも残っている。
- 劇団七曜会でも上演されたことがある。演出は高城淳一。翻訳は鳴海四郎。スタンリーは青野武が演じた。なお、この公演の稽古には偶然来日していたウィリアムズが見学に来ており、「アメリカで上演された時の形式にとてもよく似ているのには驚いちゃったな。もう少しアメリカ的でなく、日本的に、むしろ歌舞伎的な様式で演出されると面白いと思ったんだけど」と評している他、青野演じるスタンリーはブランドより素晴らしいと語っていたという[6][7][8]。
- ウィリアムズは本作の上演・映画化などについて「女役は女優、男役は男優を必ず配役する（女形、男役はダメ）」旨遺言していた。その遺言を覆したのが2001年、ブランチに篠井英介を擁した公演である。この数年前に篠井をブランチに配役しての公演が予定されていたが当時の著作権者のクレームでそのときは中止になった。しかし篠井ら多くの公演関係者は諦め切れず、数年にわたり交渉を重ね上演を実現させる。その後三度にわたり篠井はヒロイン ブランチを演じている。
- 1998年には舞台を日本に置き換えた「欲望という名の市電」が蜷川幸雄演出、浅丘ルリ子主演で上演された。
- 2006年には、ノゾエ征爾（脚色・演出）、杉浦千鶴子主演で上演され、内野儀によって「ノイズに満ちた古典の読み直し」と評された[9]。
- ほかには、水谷八重子 (2代目)（当時は良重）、岸田今日子、東恵美子、栗原小巻、樋口可南子、大竹しのぶ、高畑淳子、秋山菜津子などがブランチを演じている。
- 2024年には、鄭義信演出、沢尻エリカ主演で上演されている[10][11]。

## TVドラマ
アメリカではTVドラマ化が2回行われている。
- 1985年ABC放映1時間59分
  - 作品自体高い評価を受けてプライムタイム・エミー賞 作品賞 (テレビ映画部門)にノミネートされた。
  - 主演アン・マーグレット（ブランチ）、トリート・ウィリアムズ（スタンリー）、ビヴァリー・ダンジェロ（ステラ）、ランディ・クエイド（ミッチ）。演出はジョン・エルマン、音楽はマーヴィン・ハムリッシュ。
- 1995年CBS放映2時間30分
  - 主演ジェシカ・ラング（ブランチ）、アレック・ボールドウィン（スタンリー）、ダイアン・レイン（ステラ）、ジョン・グッドマン（ミッチ）。演出はグレン・ジョーダン、音楽はラルフ・ボード。

1995年版は日本のNHK-BSでも2000年12月18日に放映された。日本語吹替え版で本編ノーカットの模様（キャストは全員、舞台上演に携わった文学座の所属）。VHS化もされている。
- （吹替え版キャスト）ブランチ：小野洋子 (女優)/スタンリー：菅生隆之/ステラ：山像かおり/ミッチ：三木敏彦/ユーニス：塩田朋子/スティーブ：鵜沢秀行/医師：坂口芳貞/看護婦：山本道子/花売り女：藤堂陽子/集金人：古川悦史/塚本景子（現・つかもと景子）/高瀬哲朗/村治学/斎藤志郎/外山誠二
- （吹替え版制作スタッフ）翻訳：宇津木道子 演出：壺井正 効果：高橋久義

## 日本語訳（現行版）
- 小田島雄志訳『欲望という名の電車』 新潮文庫、初版1989年、改版2012年
- 小田島恒志訳『欲望という名の電車 新訳』 慧文社、2005年

## タイトルについて
このタイトルは、執筆当時にニューオーリンズを走っていた路面電車の名前である。ニューオーリンズには「欲望（Desire）」、「極楽（Elysian Fields）」といった名前の通りがあり、「欲望という名の電車」は、「欲望通り（Desire Street）」を走っていた電車である。この電車には「Desire」という表示がされていた。つまり「欲望という名の電車（A Streetcar Named Desire）」とは、東京の路面電車でいうなら「都電荒川線」の表記にあたるが、作品の内容を暗示する効果的なタイトルになっている。
なお、作品の舞台となった「極楽通り（Elysian Fields Avenue）」は、当時ウィリアムズが住み執筆活動を行なった場所でもある。